# Grabfeld-Radroute

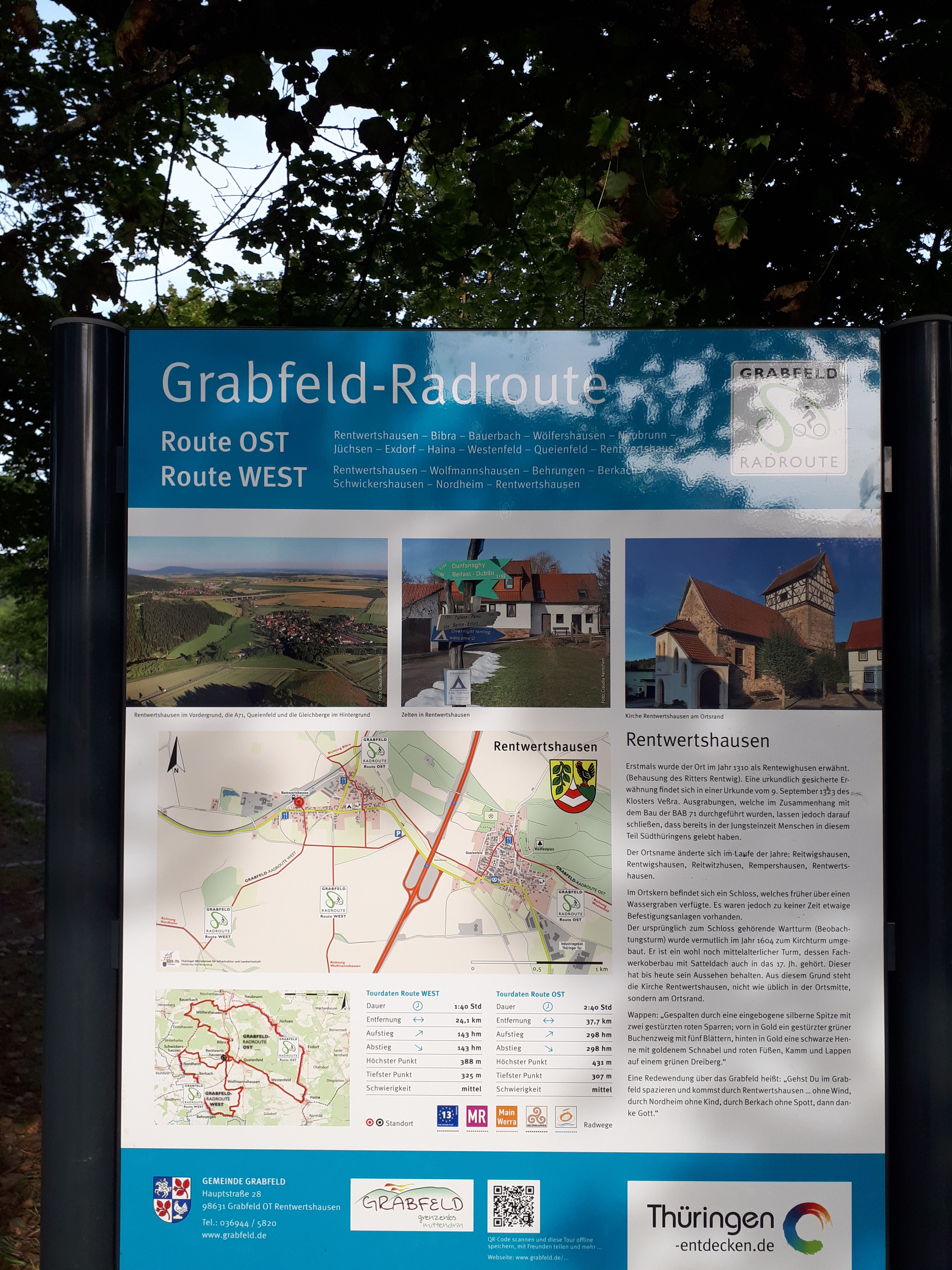
Ortstafel Grabfeld-Radroute am Bahnhof Rentwertshausen

Die Grabfeld-Radroute führt auf einer Gesamtlänge von 61,8 km durch die Ortsteile der Gemeinde Grabfeld sowie angrenzenden Kommunen. Die offizielle Eröffnung fand am 12. September 2021 im Rahmen des „Grabfelder Radtages“ statt.

## Verlauf und Kennzeichnung
Die Grabfeld-Radroute teilt sich in eine Ost- und West-Route auf. Beide Routen sind als Rundweg angelegt, deren Schnittpunkt Rentwertshausen ist. Der Verlauf der beiden Routen hat die Form einer liegenden Acht. Dies spiegelt sich auch in der Beschilderung der Radwegetafeln wider.
Für den Trassenverlauf wurden keine neuen Wege geschaffen, sondern das bestehende Wegenetz gekennzeichnet. Neben der eigentlichen Radwegebeschilderung wurden Ortstafeln aufgestellt, die weitere Informationen zum Ort und zur Route geben.

## Verkehrsanbindung
Der Radweg wird mehrfach von der Bahnstrecke Schweinfurt–Meiningen gekreuzt. Am Bahnhof Rentwertshausen ist mittels Zubringerschild und Ortstafel der Weg zum Radweg gekennzeichnet. Weiterhin besteht Anbindung vom Pendlerparkplatz Rentwertshausen an der Autobahn 71.

## Übergänge zu anderen regionalen und überregionalen Radwegen
- In Behrungen, Berkach (Grabfeld) und Schwickershausen (Grabfeld) folgt der Radweg dem Verlauf des Grünen Band und bietet so Anschluss an den Iron Curtain Trail (EV13).
- In Schwickershausen (Grabfeld) besteht Anschluss an den Main-Werra-Radweg über dessen Alternativ-Route.
- In Neubrunn (Thüringen) besteht Anbindung an den Meiningen-Römhild-Radweg, der mit „MR“ gekennzeichnet ist.